# Tel Aviv-Jaffa Sabres
I Tel Aviv-Jaffa Sabres sono stati una squadra di football americano, di Tel Aviv, in Israele; la squadra è stata fondata nel 2007 e ha vinto 3 Israel Bowl.

## Dettaglio stagioni

### Tornei nazionali

#### Campionato

##### IFL
| Stagione | regular season | regular season | regular season | regular season | regular season | regular season | playoff | playoff | playoff | playoff | playoff | playoff     | playoff           |
|          | Vin            | Par            | Per            | Tot            | PF             | PS             | Vin     | Per     | Tot     | PF      | PS      | risultato   | avversaria        |
| -------- | -------------- | -------------- | -------------- | -------------- | -------------- | -------------- | ------- | ------- | ------- | ------- | ------- | ----------- | ----------------- |
| 2007-08  | 1              | 0              | 8              | 9              | ?              | ?              | -       | -       | -       | -       | -       | -           | -                 |
| 2008-09  | 1              | 0              | 7              | 8              | ?              | ?              | -       | -       | -       | -       | -       | -           | -                 |
| 2009-10  | 9              | 0              | 1              | 10             | 468            | 156            | 2       | 0       | 2       | 96      | 52      | Campioni    | Jerusalem Lions   |
| 2010-11  | 8              | 0              | 2              | 10             | 436            | 206            | 1       | 1       | 2       | 56      | 48      | Israel Bowl | Judean Rebels     |
| 2011-12  | 9              | 0              | 1              | 10             | 436            | 164            | 2       | 0       | 2       | 78      | 54      | Campioni    | Tel Aviv Pioneers |
| 2012-13  | 10             | 0              | 0              | 10             | 662            | 76             | 2       | 0       | 2       | 108     | 36      | Campioni    | Judean Rebels     |
| 2013-14  | 0              | 0              | 10             | 10             | 0              | 200            | -       | -       | -       | -       | -       | -           | -                 |
| Totale   | 38             | 0              | 29             | 67             | 2002+?         | 802+?          | 7       | 1       | 8       | 338     | 190     |             |                   |

Fonti: Enciclopedia del Football- A cura di Massimo Mezzetti;

### Riepilogo fasi finali disputate
| Anno          | Luogo       | Evento                 | Fase del torneo | Incontro                                  | Risultato |
| 26 marzo 2010 | Gerusalemme | Israel Football League | Israel Bowl     | Tel Aviv-Jaffa Sabres - Jerusalem Lions   | 26 - 22   |
| 18 marzo 2011 | Gerusalemme | Israel Football League | Israel Bowl     | Tel Aviv-Jaffa Sabres - Judean Rebels     | 30 - 32   |
| 30 marzo 2012 |             | Israel Football League | Israel Bowl     | Tel Aviv-Jaffa Sabres - Tel Aviv Pioneers | 44 - 42   |
| 22 marzo 2013 |             | Israel Football League | Israel Bowl     | Tel Aviv-Jaffa Sabres - Judean Rebels     | 48 - 26   |

## Palmarès
- 3 Israel Bowl (2009-10, 2011-12, 2012-13)